# Музей изящных искусств (Реймс)
Реймсский музей изящных искусств (фр. Musée des beaux-arts de Reims) — музей в Реймсе, основанный в 1794 году. Находится в здании бывшего аббатства Сен-Дени. Располагает большой коллекцией европейского искусства XVI—XXI веков, в том числе крупнейшим в мире собранием работ Цугухару Фудзиты.

## История
В 1752 году умер Антуан Ферран де Монтелон, основатель реймсской Школы рисунка, и завещал городу свою обширную коллекцию произведений искусства. Именно эту дату Анри Жадар (фр. Henri Jadart), бывший хранителем Реймсского музея с 1895 до 1914 год, предлагает считать датой основания музея.
После Великой французской революции вышло постановление о создании в Реймсе музея, первым хранителем которого был назначен аббат Николя Бержа (фр. Nicolas Bergeat). Перед ним стояла задача собрать уцелевшие во время революционных беспорядков предметы искусства, и вскоре возникли несколько временных складов в разных зданиях города. Необходимо было отдельное постоянное помещение, и в 1795 году государство постановило разместить музей в городской ратуше. Однако уже в 1798 году изначально государственный музей был передан городу и стал муниципальным. 5 апреля 1800 года он впервые открылся для публики.
Затем для музея начался сложный период: кражи и незаконные присвоения предметов искусства, реституции, реорганизация занятых музеем помещений. Николя Бержа, тяжело всё это переживавший, умер в 1815 году; музей пришёл в полный упадок. Постепенное возрождение началось лишь в 1835 году; новым хранителем был назначен Луи Пари (фр. Louis Paris), которому удалось вновь воссоединить разрозненную к тому времени коллекцию. В 1840 году музей вновь открылся для посетителей.
В 1908 году государство приняло решение выделить для музея отдельное здание, и выбор пал на бывшее аббатство Сен-Дени, расположенное недалеко от Реймсского собора. Музей был переведён туда в 1913 году и с тех пор занимает это здание, имеющее статус исторического памятника.

## Коллекция
Музей располагает, в первую очередь, богатой коллекцией живописи, в которой представлены произведения французского и европейского искусства XVI—XXI веков. Кроме того, в музее экспонируются скульптуры, предметы мебели и керамика. Среди наиболее примечательных экспонатов:
- 13 портретов работы Лукаса Кранаха Старшего и Младшего[10];
- работы французских художников различных эпох и направлений (Филипп де Шампань, братья Ленен, Шарль Лебрен, Франсуа Буше, Эжен Делакруа, Клод Моне, Камиль Писсарро, Огюст Ренуар, Поль Гоген и др.)
- 26 пейзажей и один портрет Камиля Коро (второе в Европе собрание по количеству картин после Лувра);
- крупнейшее в мире собрание наследия Цугухару Фудзиты (в общей сложности 2300 картин и документов);
- коллекция произведений ар нуво и ар деко;
- работы художников-абстракционистов XX века (Серж Шаршун, Рауль Юбак, Мария Элена Виейра да Силва, Леон Зак, Женевьева Ас и др.)[8]

## Проект реконструкции
В 2014 году было принято решение о реставрации, реорганизации и расширении музея. Работы должны начаться в сентябре 2019 года и закончиться в 2023 году. Новый музейный комплекс займёт площадь в 5 500 м2, на которой разместятся около 20 000 произведений искусства. На этот масштабный проект выделен бюджет 45,3 млн евро.

## Произведения из коллекции
- Маринус ван Реймерсвале. Святой Иероним в келье. XVI век
- Филипп де Шампань. Дети Абера де Монмора. 1649
- Камиль Коро. Сидящий итальянский юноша. 1825
- Огюст Ренуар. Читка роли. Между 1884 и 1886
- Эмиль Баро. Работы в осеннем саду. 1885
- Поль Боке. Пейзаж с собором. 1935